# 朵甘丹招討司
朵甘丹招討司，是明朝藏区土司机构名称，在今四川。
明太祖洪武七年（1374年）十二月设置朵甘丹招討司，治所在今四川省甘孜藏族自治州西部与青海省玉树藏族自治州东部毗连地带。朵甘丹与朝廷保持政治、经济、文化往来，贡使每年到京师进贡马匹和方物，获回赐如例，招討司的官员依土官袭替的例子承袭。